# Clairvillia nitoris
Clairvillia nitoris là một loài ruồi trong họ Tachinidae.